# Каринтийская группа диалектов

Карта распространения диалектов словенского языка
Каринтийская группа диалектов

Каринти́йская гру́ппа диале́ктов (также корошская группа диалектов, каринтийская диалектная зона, каринтийские диалекты; словен. koroška narečna skupina, koroščina) — одна из семи основных диалектных групп словенского языка. Область распространения — исторический регион Каринтия — северные и северо-западные районы Словении, южные районы Австрии, а также приграничные со Словенией и Австрией районы Италии. Включает шесть диалектов: зильский, рожанский, обирский и другие. Носители диалектов — представители субэтнической группы каринтийских словенцев.
Диалекты каринтийской группы сохраняют ряд архаичных языковых явлений, таких, как, например, наличие носовых гласных в подъюнском ареале или более широкое, чем в литературном языке, распространение групп tl, dl в зильском ареале.
Черты каринтийских диалектов, относящиеся в основном к области морфологии, отражены в современном словенском литературном языке наряду с чертами гореньской, доленьской и других диалектных групп.
Письменные тексты на каринтийских диалектах появляются с XVII—XVIII веков.
В настоящее время на основе каринтийских диалектов в Австрии формируется региональный наддиалектный разговорный язык.

## Классификация
В состав каринтийской диалектной группы включают следующие диалекты и группы говоров:
- зильский диалект (ziljsko narečje):
  - краньскогорские говоры (kranjskogorsko podnarečje);
- рожанский диалект (rožansko narečje);
- обирский диалект (obirsko narečje);
- подъюнский диалект (podjunsko narečje);
- межицкий диалект (mežiško narečje);
- севернопохорско-ремшникский диалект (severnopohorsko-remšniško narečje).

## Область распространения
Ареал каринтийских диалектов размещён в горных районах Альп в Канальской, Зильской и Дравской долинах на территории исторической области Каринтия. Данная область охватывает пограничные районы трёх стран — Австрии, Словении и Италии. В Австрии, на территории юго-восточной части федеральной земли Каринтия размещены ареалы зильского, рожанского, подъюнского и обирского диалектов. Также в Австрии, в южных районах федеральной земли Штирия находится незначительная часть ареала севернопохорско-ремшникского диалекта. Бо́льшая часть области распространения севернопохорско-ремшникского диалекта расположена к югу от австрийско-словенской границы в Северной Словении. Кроме того, на территории Северной Словении размещены ареалы межицкого диалекта и краньскогорских говоров. В северо-восточных районах области Фриули — Венеция-Джулия Италии расположена южная часть ареала зильского диалекта.
С севера к области распространения каринтийских диалектов примыкает ареал южнобаварского диалекта немецкого языка, с запада — ареал фриульского языка. На юго-западе с каринтийским ареалом граничит ареал словенских приморских диалектов, на юге — ареал гореньских диалектов, на юго-востоке — ареал штирийских диалектов.

## Диалектные особенности
Основные фонетические черты каринтийских диалектов:
1. Переход носовых гласных *ę и *ǫ в гласные e и o. Исключение составляет часть говоров подъюнского диалекта, в котором носовые сохранились: pą̈t «пять» (литер. словен. pet).
2. Наличие гласной e на месте редуцированных *ъ и *ь в сильной позиции и гласной ə в слабой позиции в неконечном слоге: *dьnь > dên «день»; *mьglā > mə̀gu̯a «туман».
3. Развитие дифтонгов i͡ə, i͡e на месте древней *ě: ši͡əst «шесть» (литер. словен. šest).
4. Развитие увулярного согласного ʁ на месте альвеолярного r.
5. Переход ł > u̯/w и отвердение l’ > l: vóle «воля» (литер. словен. volja).
6. Вторичная палатализация заднеязычных перед e, i — k > č, g > j, x > š в части говоров: rojî «рога» (литер. словен. rogi).
7. Более широкое, чем в литературном языке, распространение древних групп tl, dl в говорах зильского диалекта: krídlo/krídu̯o «крыло» (литер. словен. krilo).

В числе морфологических черт каринтийских диалектов отмечаются:
1. Наличие компонента -red в числительных от сорока до девяноста: štiriredi «сорок».
2. Обобщение флексий существительных среднего и женского рода во флексиях женского рода.